# Cydosia mimica
Cydosia mimica là một loài bướm đêm trong họ Erebidae.